# Élevage bovin en Espagne
L'Espagne est un pays d'élevage où la race bovine tient une place très importante. Le contexte géographique a façonné de nombreuses races bouchères. En revanche, les races autochtones sont de mauvaises à moyennes laitières, aussi des races purement laitières ont été importées pour assurer l'alimentation de l'industrie agroalimentaire.

## Histoire

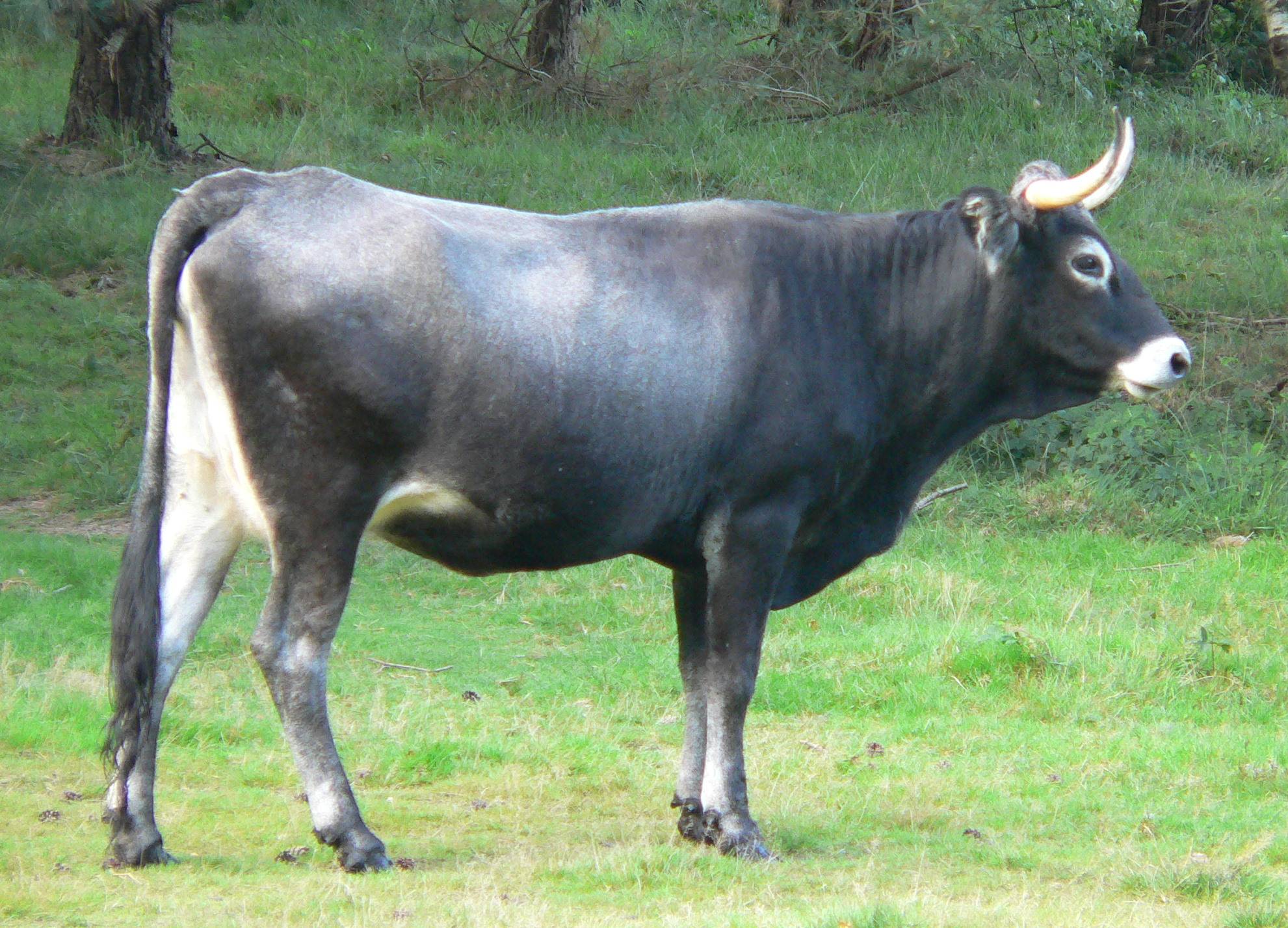
Vache tudanca.

### Origines
L'Espagne doit ses races bovines à son histoire et plusieurs rameaux bovins coexistent, ayant été métissés au cours de leur histoire:
- Rameau blond et rouge (tronco turdetano): domestiqué localement au nord du pays ou arrivé avec les Ibères. Il est localisé dans les massifs montagneux du nord: Pyrénées, Asturies, Cantabrie pour les blondes et au sud-ouest pour les rouges: Andalousie, Extremadure.
- Rameau ibérique (tronco iberico) : il est issu de la domestication locale de l'aurochs. Il est localisé dans le grand sud: Estrémadure, Andalousie, Manche...
- Rameau brun (tronco cantabro) : il a été introduit dans les îles méditerranéennes dans l'Antiquité. (par les Grecs ?, les Phéniciens ?) et par les Arabes sur le continent au cours des VIIe siècle et VIIIe siècle. Il a influencé les races du nord-ouest, du centre est et est resté presque pur sur les îles.

Ces provenances diverses ont forcément provoqué des métissages, donnant la longue liste des races espagnoles actuelles.

### Évolution
La dehesa est une prairie naturelle de vaste étendue qui offre à l'animal un espace assez vaste. Les principaux encastes sont issus de races de taureaux élevés dans des régions peu habitées où les grands espaces se prêtaient à la vie en liberté des taureaux de combat auxquels il fallait entre 3 et 5 hectares par bête. De nos jours, l'espace s'est réduit : environ deux à trois hectares par bête.
Dans le sud-ouest du pays, le système d'élevage en ganaderia a façonné des races qui ont évolué  en quasi autarcie. Les troupeaux des grands propriétaires terriens étaient regroupés annuellement pour le marquage et la vente des veaux. Le reste (accouplement, naissance...) se passait presque à l'état sauvage. C'est encore presque le cas dans les ganaderias de taureaux de combat. Cependant les reproducteurs sont tout de même sélectionnés avec beaucoup de soins sur leurs qualités. Ce type d'élevage a façonné des races rustiques, bonnes marcheuses et aptes à résister à une période sèche et à reconstituer leurs réserves. Ce sont les races du rameau ibérique et les races rouges du rameau blond et rouge. Leur histoire est aussi celle des taureaux de combat. Au nord du pays, le climat océanique humide est plus favorable à l'élevage. Cependant, c'est une zone montagneuse. Il en résulte des races de petite à moyenne taille, a multiple destination: production de lait, de viande, force de travail. Ce sont les races blondes du rameau blond et rouge et le croisement de ces races avec le rameau brun. 
Dans les îles, le peuplement ancien a créé des races originales, élevées en presque autarcie, sans apport exogènes. Ainsi, la vaca palmera aux îles Canaries, la mallorquina et la menorquina aux îles Baléares sont elles des races à dominantes viande et travail.

### Exportation
La première concernée a été une branche du rameau blond qui a fait souche aux îles Canaries. Elle a donné les races palmera et canaria. 
Immédiatement après la découverte et exploration de l'Amérique, les conquistadores traversent l'océan en masse. Ils sont accompagnés de leur cheptel bovin destiné à les alimenter. Ils craignent de manger la nourriture locale inconnue. Ce sont essentiellement des bovins du rameau blond et rouge. Ils vont prospérer dans les immenses haciendas et former la base des troupeaux d'Amérique centrale et du sud. Un nom générique désigne ce bétail d'origine ancienne : criollo. La race Texas Longhorn des cow-boys en est issue. Des individus du rameau ibérique sont ensuite introduits pour assurer la tradition tauromachique. Leur influence génétique sur le bétail criollo est indiscutable. 
Certains de ces animaux se sont échappés, constituant des troupeaux marrons en Amérique du Sud notamment.

### Importations récentes
Des races dites amélioratrices sont intervenues pour augmenter la productivité. 
En élevage boucher, les races  britanniques (hereford, angus, shorthorn), belge (blanc bleue) et françaises (charolaise, blonde d'Aquitaine ou limousine) dominent. Elles sont élevées en élevage intensif en race pure, mais aussi pour produire des reproducteurs pour l'élevage en croisement avec des races autochtones. Ces métissages couplés à la mécanisation des campagnes ont entraîné une baisse très importante du cheptel autochtone en race pure. La race mantequera leonesa a disparu et de nombreuses autres ont failli l'être. Aujourd'hui, un programme de protection des races traditionnelles a été mis en place. Il permet d'aider les éleveurs de race pure à trouver de bons reproducteurs tout en gérant au mieux le risque de consanguinité. 
En élevage laitier, les races brune et simmental ont été introduites au début du XXe siècle pour améliorer la quantité de lait. Ces races sont surtout élevées dans le nord du pays, dans la zone montagneuse où les herbages riches permettent de produire un lait de qualité pour la fabrication fromagère. Ailleurs, c'est l'omniprésente holstein qui assure la production laitière de l'industrie agroalimentaire non fromagère (yahourts, laitages...) en système intensif hors sol.

## Effectifs et production

Nombre de têtes, par province, lors du recensement de 1999 :
- 39 000
40 000 - 99 000
100 000 - 299 000
+ 300 000

### Élevage boucher
Traditionnellement, les bovins espagnols étaient issus de petits élevages de zones montagneuses exploitées en polyculture, ou d'élevages extensifs de grande dimension dans le sud du pays. Aujourd'hui, la majorité de la viande provient d'élevages intensifs, avec des croisements de mères issues de races espagnoles et des pères de races bouchères très productives. Cependant, des signes d'origines sont octroyés à la viande issue d'élevages de races autochtones. Ainsi, l'effectif des races anciennes est plus ou moins stabilisé. Certains élevages autrefois destinés à la tauromachie et tués au cours d'un spectacle dans les arènes sont devenus des élevages pour la boucherie et tués désormais en abattoirs.

### Élevage laitier
Historiquement, l'élevage espagnol est marqué par des races autochtones mixtes, donnant une faible quantité de lait riche transformé en fromage. Il est lié à la polyculture et à des fromageries artisanales. Des signes de qualités (AOC) reconnaissent depuis peu la qualité et l'originalité de cette production marginale
Avec le développement de l'industrie agroalimentaire, il a été intensifié avec l'apport de races hautement spécialisées.

### Élevage de combat
L'Espagne est un des pays où la tauromachie est une institution. L'élevage de la race toro de Lidia se fait sur de grandes surfaces où les taureaux évoluent en liberté avec une présence humaine réduite au minimum, la Ganadería. Les mâles les plus combattifs sont sélectionnés pour combattre dans les arènes.

## Races

### Races autochtones
| Race                    | Photo | Production                       | Homonymes                             | Régions                           | Remarques |
| ----------------------- | --- | -------------------------------- | ------------------------------------- | --------------------------------- | --- |
| Albère                  | photo couleur d'une petite vache noire à courtes cornes, mince, dans un pâturage montagnard et pierreux. | Bouchère et entretien du paysage | Massanenque ou massanaise             | Pyrénées                          | |
| Alistana sanabresa      | | Bouchère                         |                                       |                                   | Appartient au rameau cantabrique                                                                                |
| Asturiana de los Valles | photo couleur d'une vache rouge et son veau. Elle porte de courtes cornes portées vers l'avant et un mufle sombre. | Bouchère                         |                                       | Asturies                          | Appartient au rameau blond                                                                                      |
| Asturiana de la montaña | photo couleur d'une vache blonde à avec son veau. Elle porte de longues cornes et a un mufle sombre. | Bouchère                         |                                       | Asturies                          | Rameau blond |
| Avileña                 | photo couleur d'une vache totalement noire à longues cornes. L'allure farouche confirme une silhouette d'aspect sauvage. | Bouchère                         | Preta au Portugal                     | Province d'Ávila                  | Appartient au rameau ibérique                                                                                   |
| Berrenda en colorado    | photo couleur d'une vache blanche à tête et pattes rouges. Les longues cornes sont spiralées vers l'extérieur. | Bouchère                         |                                       | Andalousie                        | Appartient au rameau rouge                                                                                      |
| Berrenda en negro       | | Bouchère                         |                                       | Andalousie                        | Rameau rouge |
| Betizu                  | photo couleur d'une petite vache blonde à membres forts et allure farouche. Les cornes sont en lyre très aplatie. | Bouchère et entretien du paysage | Betizoak en basque                    | Pays basque                       | |
| Blanca Cacereña         | phot couleur d'un taureau blanc couché dans la paille. Ses muqueuses (mufle, tour des yeux, testicules) sont roses et ses cornes droites et de fort diamètre. | Bouchère                         |                                       | Extremadure                       | |
| Cachena                 | photo couleur d'une vache fauve dans sa partie supérieure et chocolat sur le bas. Les cornes sont très longues, tournées vers l'extérieur. Le mufle noir est cerclé de blanc. | Mixte                            | Très proche de la barrosa portugaise. | Galice et au Portugal             | Rameau cantabrique                                                                                              |
| Caldelà                 | | Bouchère                         | Caldelana                             | Galice                            | |
| Canaria                 | photo couleur d'un bovin blond vu de devant à mufle rose et cou musclé. les cornes longues sont arquées en avant puis vers le haut, portées par un chignon bouclé. | Bouchère                         | Criolla ou basta                      | Îles Canaries                     | Rameau blond |
| Cardena andaluza        | | Bouchère                         |                                       | Andalousie                        | Rameau ibérique                                                                                                 |
| Frieiresa               | photo couleur de bovins dans une étable. Le poitrail de taureau au premier plan montre un pelage noir, un mufle noir cerclé de blanc, un chignon à longs poils roux sur le front et des cornes droites et fortes. La vache en arrière plan est fauve sombre, plus claire à l'intérieur des pattes. | Bouchère                         |                                       | Galice                            | Rameau cantabrique                                                                                              |
| Limia                   | | Bouchère                         | Limiana                               | Galice                            | Rameau cantabrique                                                                                              |
| Mallorquina             | photo couleur d'une vache noire à raie dorsale sombre et courtes cornes. Le mufle noir est cerclé de blanc. | Bouchère                         | Majorcan                              | Majorque                          | Appartient au rameau brun                                                                                       |
| Marismeña               | | Bouchère                         | Doñana                                | Andalousie                        | Rameau ibérique                                                                                                 |
| Menorquina              | photo couleur d'une vache rouge sans cornes à mufle rosé. Elle a un squelette fin et une mamelle bien développée. | Bouchère                         | Mahonesa ou vermella                  | Minorque                          | Rameau brun |
| Monchina                | photo couleur d'une vache fauve à encolure plus sombre, cornes longues en lyre très évasée, pattes fines et mufle noir cerclé de blanc. | Bouchère                         |                                       | Cantabrie et pays Basque          | Rameau cantabrique                                                                                              |
| Morucha                 | photo couleur d'une vache grise faite d'un pelage blanc finement moucheté de noir. La tête est large avec un mufle noir et des cornes longues et en lyre aplatie. | Bouchère                         | Salmentina                            | Province de Salamanque            | Rameau ibérique                                                                                                 |
| Murciana levantina      | | Bouchère                         | Murcian                               | Région de Murcie                  | |
| Negra andaluza          | | Bouchère                         | Serrana black                         | Andalousie                        | Rameau ibérique                                                                                                 |
| Pajuna                  | | Bouchère                         | Serrana                               | Andalousie                        | Rameau ibérique                                                                                                 |
| Palmera                 | | Bouchère                         |                                       | Grande Canarie                    | Rameau blond |
| Parda de montaña        | | Bouchère                         |                                       | Aragon, Navarre, Castille-et-León | Issue du métissage de la braunvieh suisse, nommée parda en Espagne, avec des races locales du nord-est du pays. |
| Pasiega                 | | Laitière                         |                                       | Cantabrie                         | |
| Pirenaica               | photo couleur d'une vache blonde à ossature fine et tronc allongé, mufle rosé, front ridé et cornes en lyre évasée. | Bouchère                         |                                       | Pyrénées                          | Rameau blond |
| Retinta                 | phot couleur de taureaux, l'un noir, l'autre brun chocolat. les animaux sont musclés sur une ossature épaisse avec des cornes fortes, courtes et droites, perpendiculaires au front. Le mufle est rosé.                                                                                            | Bouchère                         |                                       | Andalousie                        | Rameau rouge |
| Rubia gallega           | photo couleur d'une vache rouge à musculature harmonieuse et mamelle bien développée. le mufle est rosé et les cornes en croissant très élargi. | Bouchère                         | Galician blond, rousse de galice      | Galice                            | Rameau blond |
| Sayaguesa               | | Bouchère                         | Zamorana                              | Province de Zamora                | Rameau ibérique                                                                                                 |
| Terreña                 | photo couleur d'un taurillon noir à mufle noir cerclé de blanc, cornes écartées et poils dressés le long de la ligne dorsale. | Bouchère                         |                                       | Pays basque                       | Rameau cantabtique                                                                                              |
| Toro de Lidia           | photo couleur d'un taureau noir à fine ligne dorsale brune. Sa silhouette est massive et ses cornes blanches sont pointées vers l'avant. La tête large et courte est portée fièrement par un cou musclé.                                                                                           | Tauromachie et bouchère          | Taureau de combat, Toro bravo         | Andalousie                        | Rameau ibérique                                                                                                 |
| Tudanca                 | photo couleur d'un taureau noir à ligne dorsale gris clair. La tête massive porte des poils bouclés et de longues cornes torsadées. Le mufle est noir cerclé de blanc. | Bouchère                         |                                       | Cantabrie                         | Rameau cantabrique                                                                                              |
| Vianesa                 | | Bouchère                         |                                       | Galice                            | Rameau cantabrique                                                                                              |

### Races importées
| Race               | Photo | Production | Homonymes                | Régions | Remarques                                                            |
| ------------------ | --- | ---------- | ------------------------ | ------- | -------------------------------------------------------------------- |
| Blonde d'Aquitaine | photo couleur d'une vache blonde et son veau couché dans la paille. La vache est musclée avec un dos droit et rond et des cuisses rebondies. La mamelle est petite. | Bouchère   | Blonda de Aquitania      |         | Appartient au Rameau blond                                           |
| Charolaise         | photo couleur d'une vache blanche au pré. Elle a une culotte rebondie et de petites cornes en croissant.                                                            | Bouchère   | Charolesa                |         |                                                                      |
| Fleckvieh          | photo couleur d'une vache pie rouge. Elle a une allure musclée avec un dos droit et rond. Les mamelles sont développées.                                            | Bouchère   | Simmental                |         | Appartient au rameau pie rouge des montagnes                         |
| Frisona            | photo couleur d'une vache pie noir sans corne. Elle a une mamelle bien développée et sa corpulence est mince a squelette proéminent.                                | Laitière   | Holstein (race bovine)   |         | Appartient au rameau des Races bovines du littoral de la mer du Nord |
| Limousine          | photo couleur d'un buste de bovin rouge à mufle et tour des yeux roses. Les cornes courtes sont en croissant sur un front à poils bouclés.                          | Bouchère   | Limusina                 |         | Appartient au rameau blond                                           |
| Parda              | photo couleur d'un buste de vache grise. Le mufle noir est cerclé de blanc. Les oreilles et le front sans corne sont garnis de longs poils blancs.                  | Laitière   | Brown swiss et braunvieh |         | Appartient au rameau brun                                            |